# Culture de Gumelnița-Kodjadermen-Karanovo
Subdivisions
- Hamangia III
- Hamangia IV
- Varna I
- Varna II
- Varna III

Néolithique moyen en Europe.

La culture de Gumelnița-Kodjadermen-Karanovo est une culture archéologique chalcolithique du Ve millénaire av. J.-C. du nord-est des Balkans. Elle se caractérise par un développement remarquable de la métallurgie et par une importante hiérarchisation de la société.

## Chronologie et aire d'extension
Elle est précédée par la culture de Hamangia et suivie par celle de Cernavodă.
Les datations radiocarbones permettent de la situer au Ve millénaire av. J.-C.
Cette culture s'est développée dans le bassin du bas-Danube dans ce qui est aujourd'hui la Roumanie méridionale (Valachie, Dobrogée), le Boudjak ukrainien, la Bulgarie et le nord de la Grèce jusqu'à la mer Égée, avec par exemple le site de Sitagroi.

## Mode de vie
La population était majoritairement composée d'agriculteurs-éleveurs pratiquant la culture de céréales et de légumineuses et l'élevage de bovins, de chèvres, de moutons et de porcs. 
Cependant, la chasse était encore largement pratiquée mais pas nécessairement pour des raisons alimentaires. Les animaux sauvages étaient en effet exploités pour partie pour leurs peaux et leurs ossements étaient utilisés dans différentes activités artisanales. Ils étaient sans doute chassés au moins pour partie pour des raisons sociales et/ou rituelles, à l'image de l'aurochs dont le rôle symbolique semble avoir été important dans cette société. 
Les activités artisanales étaient particulièrement développées, notamment la métallurgie, le travail du silex ou la réalisation de poteries. 
D'autres matériaux étaient exploités à une large échelle, c'est notamment le cas du sel minéral dont le site de Provadija-Solnicata témoigne d'une exploitation de grande ampleur.

## Occupation du territoire et habitat
Les villages regroupaient quelques centaines d'habitants au maximum. Leur implantation semble avant tout répondre à la proximité des ressources naturelles (eau, terres agricoles, etc.) et aucun élément ne suggère une volonté de privilégier des lieux naturellement fortifié ou des lieux stratégiques. Toutefois, les habitats sont souvent entourés d'un fossé et d'une palissade.
Quelle que soit la région considérée, la structure des villages ne répond à aucun plan préétabli bien que des ruelles séparent les différentes structures. Les maisons de plan rectangulaire sont de dimensions relativement homogènes malgré quelques variations, aucune structure ne se distingue par des dimensions ou un plan inhabituel.
Ces maisons sont réalisées en torchis et leur structure est constituée de poteaux de bois. Le nombre de pièces est variable, certaines présentent un étage, d'autres se caractérisent par des peintures murales.
Dans certains villages, des structures particulières ont été découvertes : il s'agit d'ateliers liés à des productions artisanales.

## Productions matérielles

### Céramique
Les poteries sont de grande qualité et témoignent de la maîtrise de la cuisson à haute température. Leur forme, leurs décors et leurs techniques de réalisation présentent à la fois des points communs mais aussi des différences notables sur toute la région.
Toutefois, à l'échelle de toute la culture, on retrouve des céramiques dites "graphitées", c'est-à-dire des poteries dont la surface qui a été travaillée pour la rendre noire et brillante présente l'aspect du graphite.
Les décors présents sur certains vases sont caractérisés par des formes géométriques (des damiers notamment) et des spirales. Il existe également des décors plastiques sous la forme de protubérances parfois de grandes dimensions.

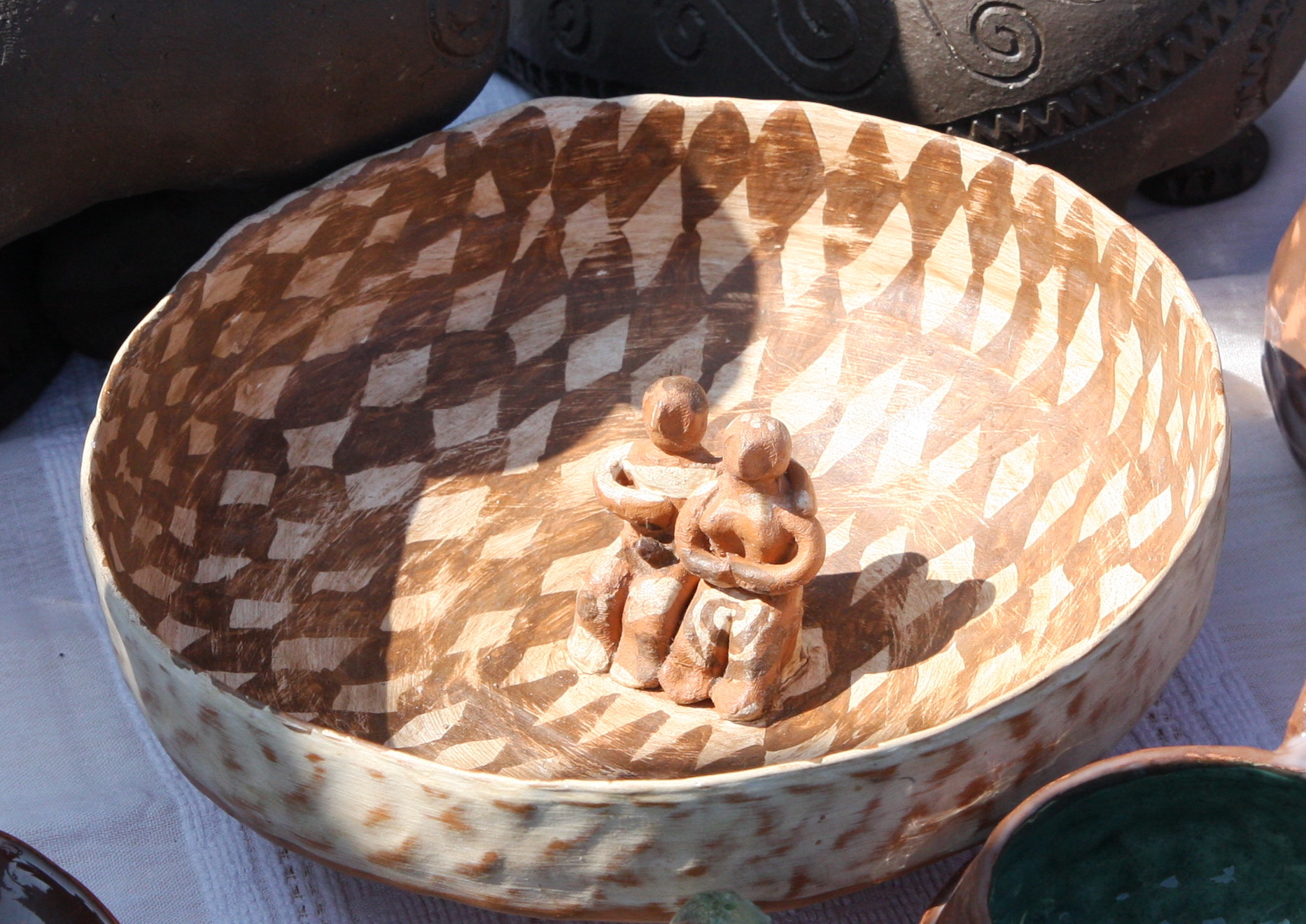
Reproduction d'une poterie de Goumelnitsa
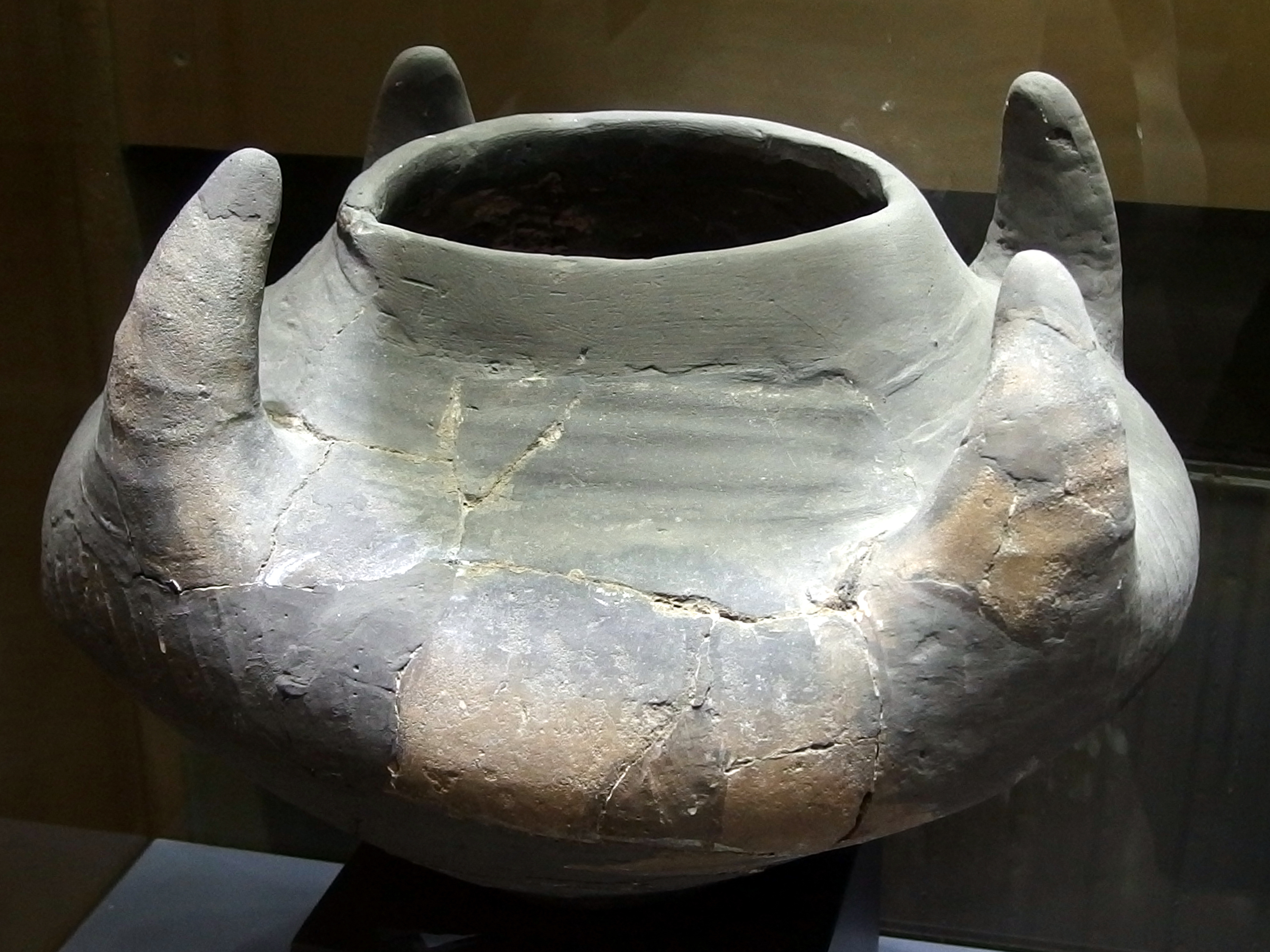
vase découvert dans la nécropole de Varna

### Outillage en roche taillée

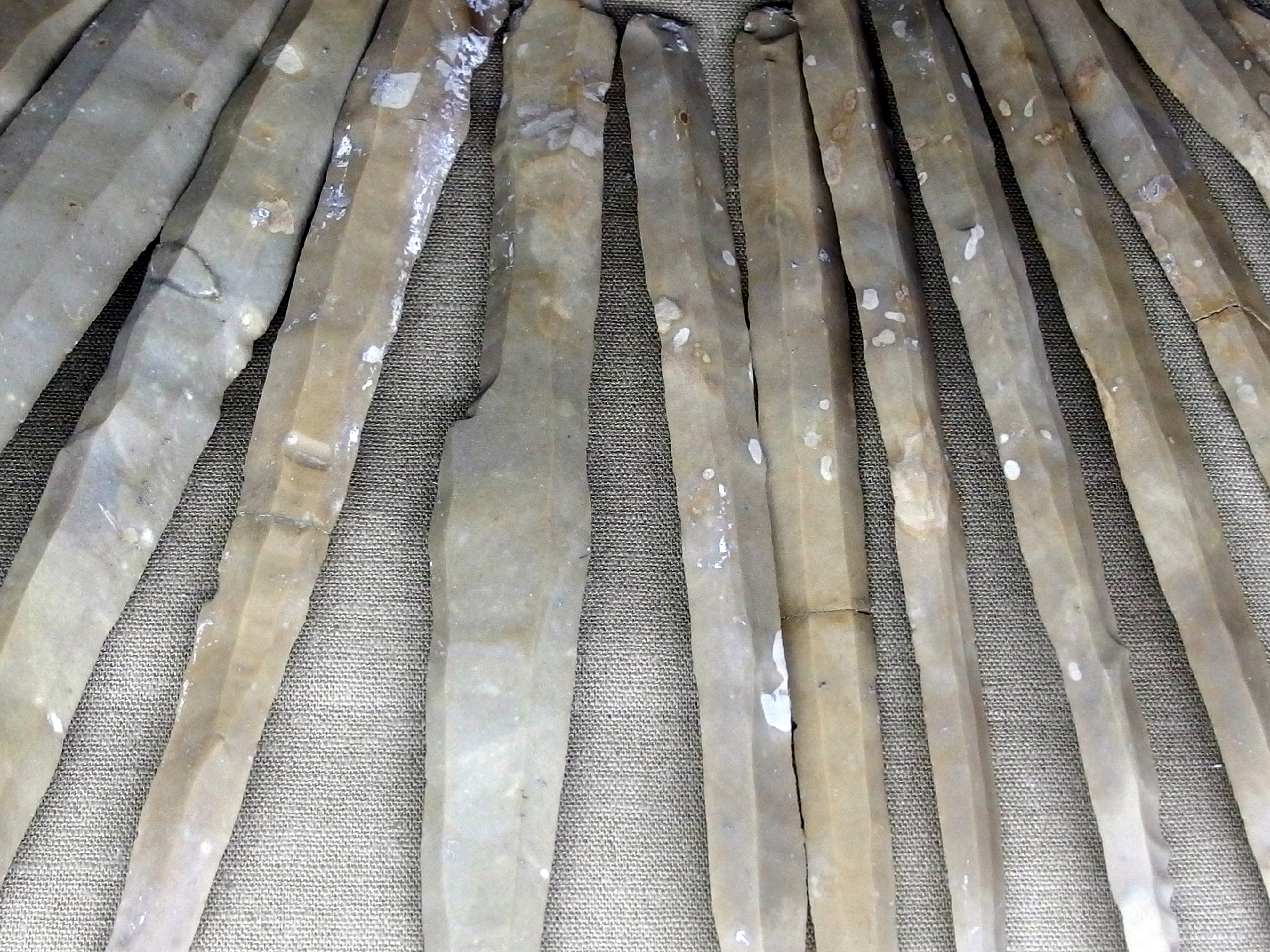
Grandes lames de silex de la nécropole de Varna

Dans toutes les régions, l'outillage est avant tout réalisé sur les matières premières locales. 
On trouve également des lames très régulières en silex de la Dobroudja réalisées par pression debout et au levier. Elles constituent une part marginale, parfois exceptionnelle, de l'outillage.
Il n'y a quasiment aucun élément en obsidienne qui parvient dans cette région à cette époque, à l'exception notable d'une petite lame découverte dans la tombe la plus riche de la nécropole de Varna.
Des lames et des éclats sont utilisés sous la forme de grattoirs et de faucilles. Ces dernières sont constituées de fragments de lames de silex insérées obliquement dans un manche en bois ou en os. Quelques grosses pointes bifaciales très soigneusement réalisées sont également présentes dans certains sites.

### Outillage en os et bois de cervidé
Les outils en os et en bois de cervidé sont fréquents et souvent de très bonne qualité.

### Objets en pierre
Les haches polies réalisées dans différents matériaux sont relativement fréquentes.
Des analyses ont montré que certaines des haches des sépultures de Varna et les haches du dépôt non funéraire de Svoboda étaient en jadéite provenant du sud-ouest des Alpes.
Elles ont donc circulé sur des centaines de kilomètres pour parvenir jusqu'en Bulgarie.
La pierre était également utilisée pour la réalisation de récipients, on trouve par exemple des petits plats en marbre.

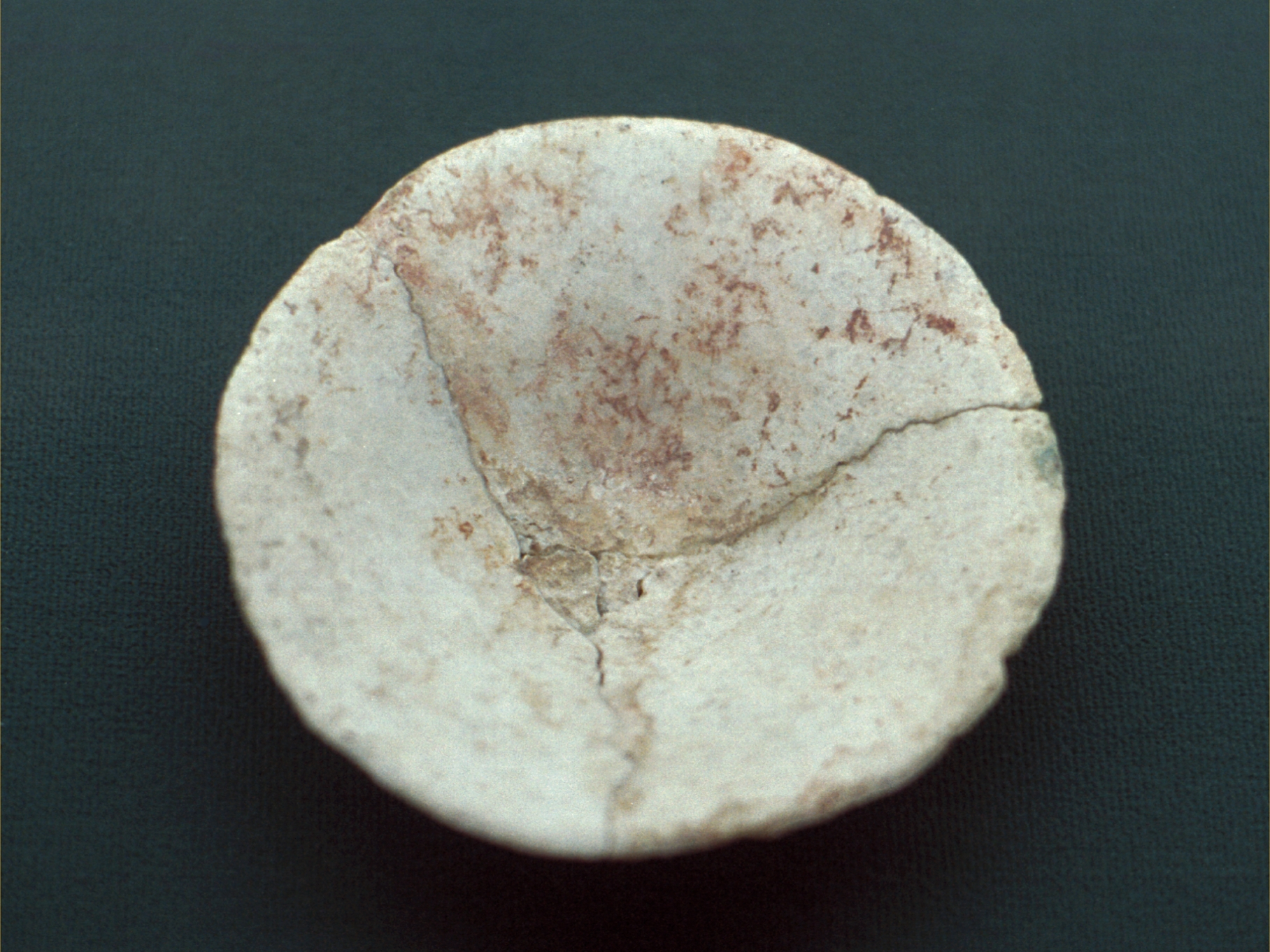
récipient en marbre de la nécropole de Varna
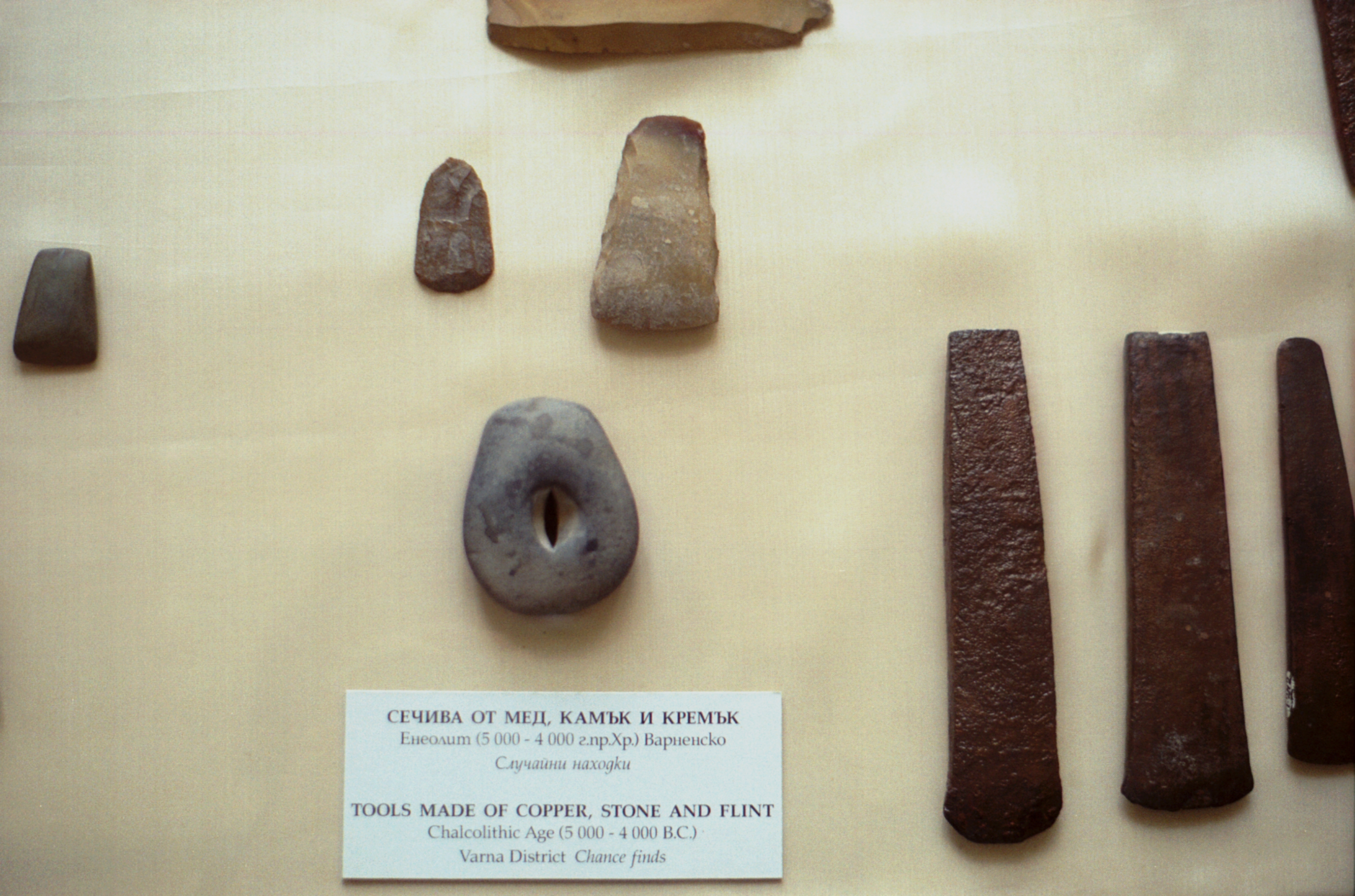
Outils en pierre taillée, en pierre polie et en cuivre de la nécropole de Varna

### Métallurgie
La culture de Gumelnița-Kodjadermen-Karanovo se caractérise par un développement exceptionnel de la métallurgie. Les artisans étaient en mesure de faire fondre le cuivre et de réaliser de gros objets, comme les haches. On retrouve ces dernières dans les sépultures, notamment dans les tombes les plus riches de la nécropole de Varna.
Dans le même temps, les gros objets en cuivre sont particulièrement rares dans les régions voisines, notamment en Grèce.
Outre le cuivre, cette culture se caractérise par les plus anciens objets en or d'Europe. Il s'agit exclusivement d'éléments de parure et d'apparat, par exemple des plaquettes, des boucles, des bracelets et même des petites plaques recouvrant un sceptre dans une des tombes de Varna.

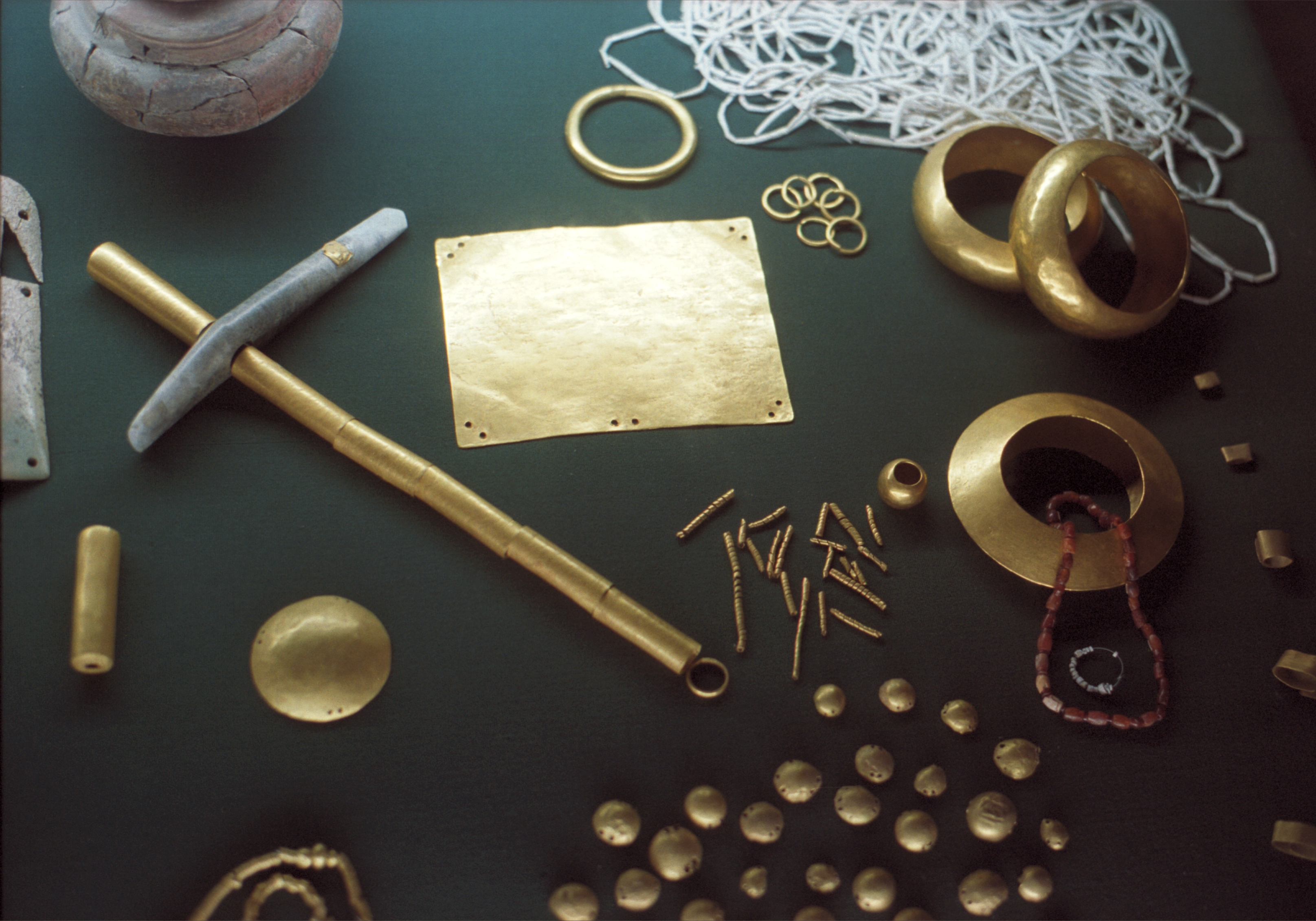
Objets en or de la nécropole de Varna
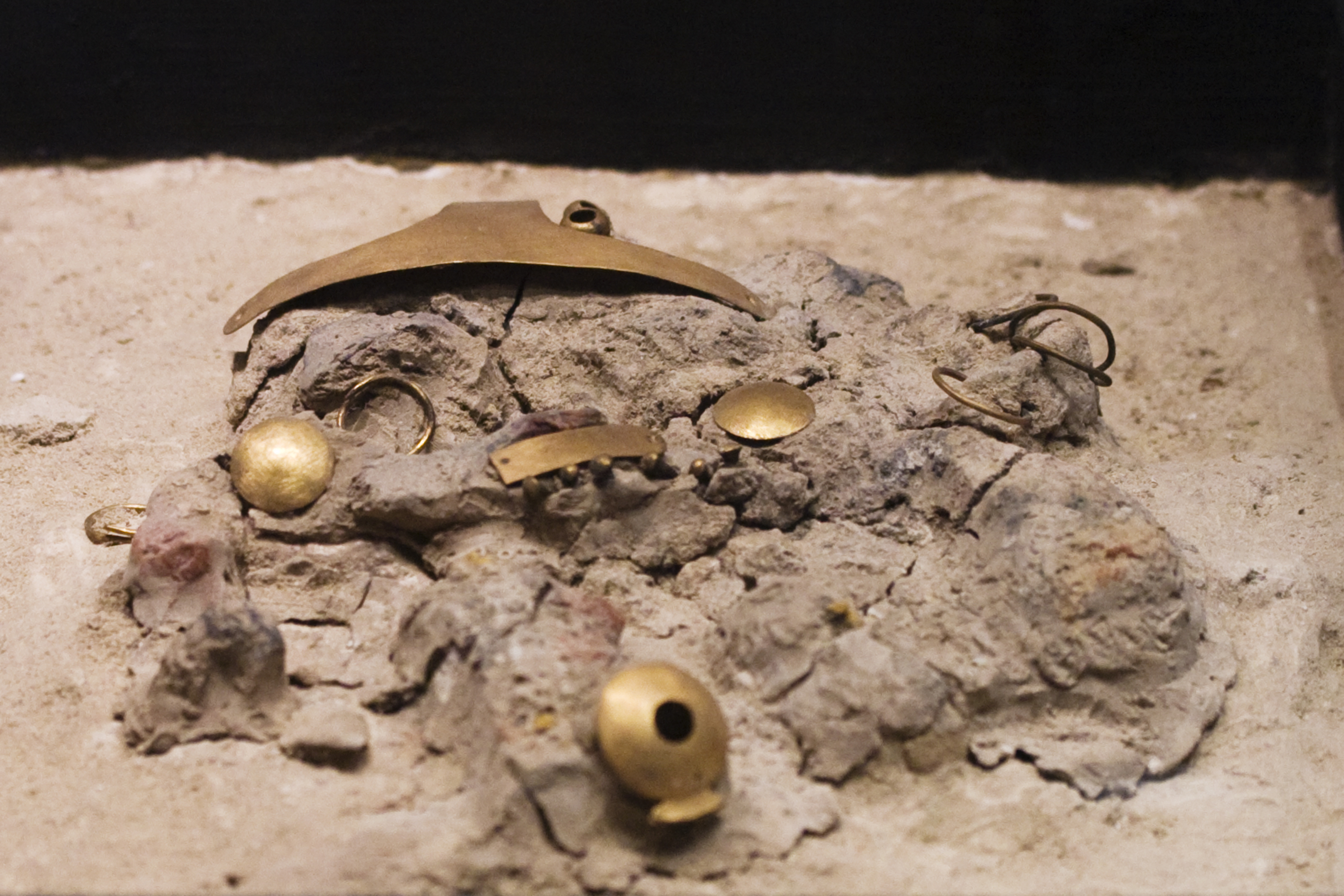
Objets en or de la nécropole de Varna

### Figurines, tampons et éléments de parure
Des figurines en os de bovin domestique sont présentes dans les habitats ; elles représentent des femmes dont les bras sont à peine marqués. Des figurines équivalentes sont présentes dans certaines sépultures, mais elles sont réalisées en os d'aurochs.
Des ateliers spécialisés dans leur réalisation sont connus dans certains sites, par exemple à Hotnica.
Des figurines sont également réalisées en terre-cuite. Leur morphologie est très variée.
La parure en coquillage est relativement fréquente. Au moins une partie des coquillages utilisés proviennent des régions égéennes, par exemple les spondyles et les dentales.

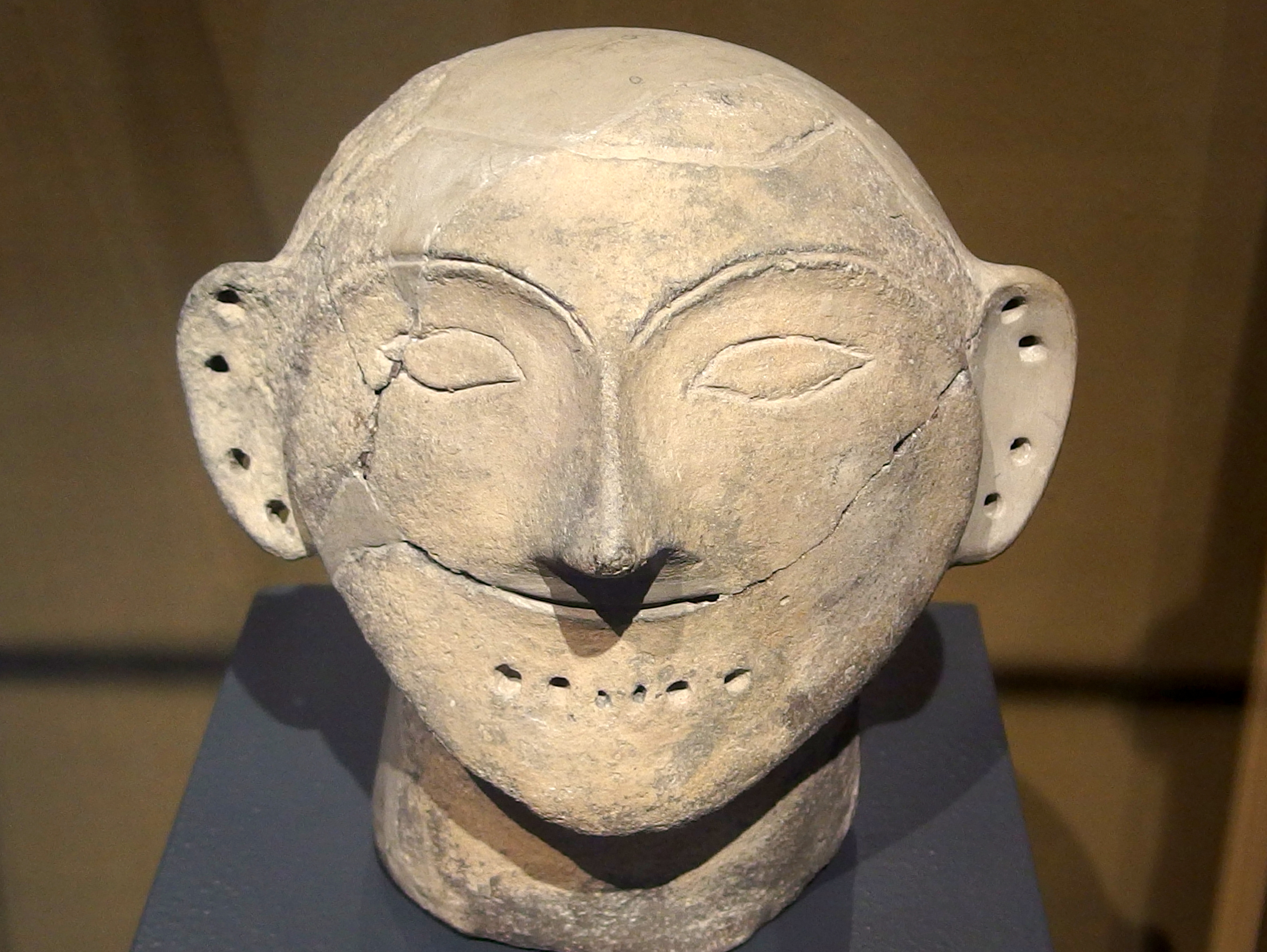
figurine en terre-cuite de la nécropole de Varna
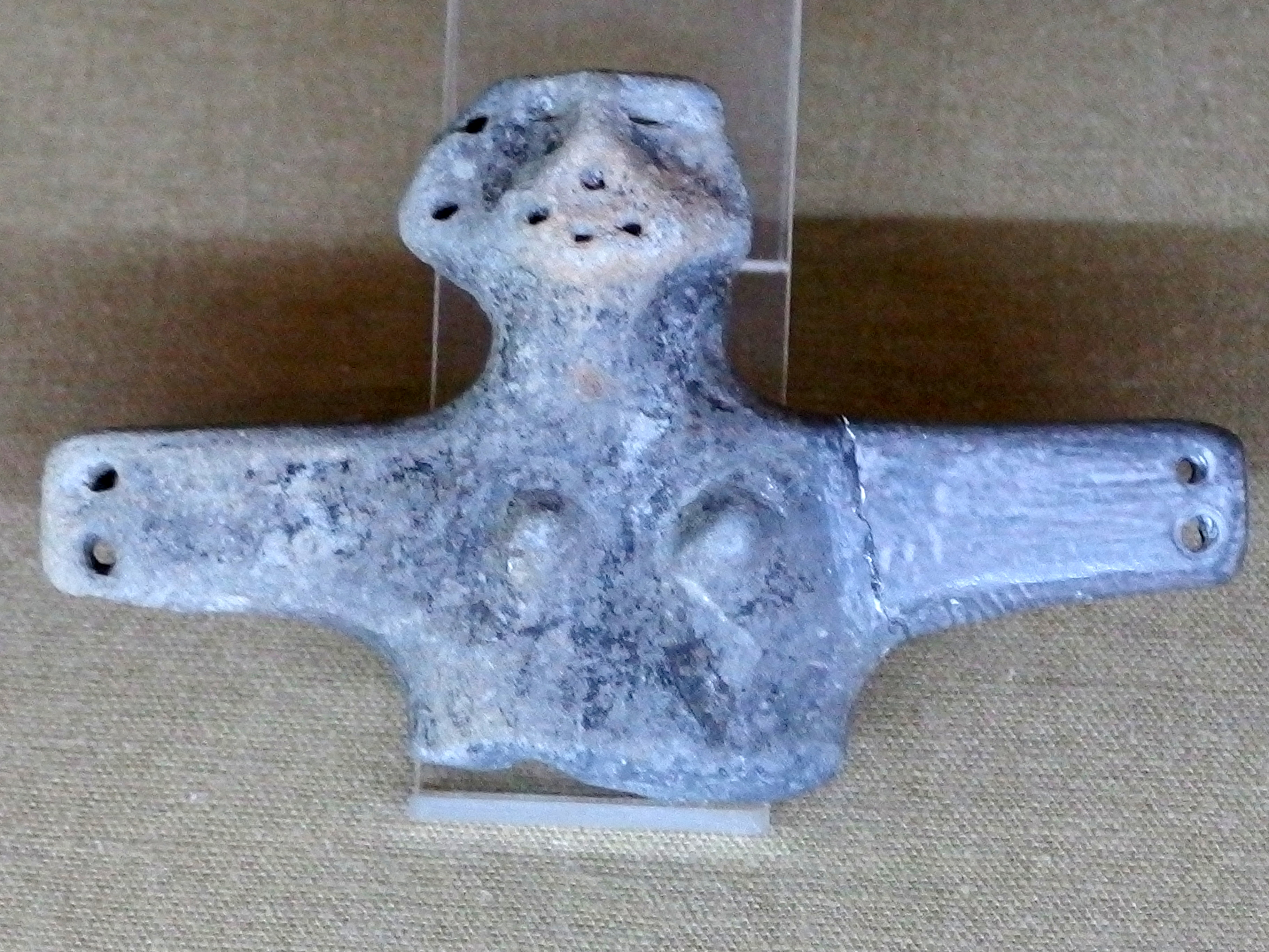
figurine en terre-cuite de la nécropole de Varna

## Pratiques funéraires et rituelles
Les pratiques funéraires sont très mal connues en dehors de quelques cimetières concentrés dans le nord-est de la Bulgarie et le sud-est de la Roumanie.
L'absence des défunts malgré l'importance des recherches archéologiques suggèrent que les pratiques funéraires de l'époque conduisaient presque systématiquement à la disparition totale des dépouilles.
Les cimetières sont une exception remarquable ; celui de Varna a livré près de 300 tombes, la plupart avec pas ou peu de mobilier mais quelques-unes avec une très grande variété et une très grande richesse des objets déposés (objets en or, en cuivre, en jadéite, en silex, figurines, poteries...).
On compte aussi de nombreux cénotaphes dans ce site.

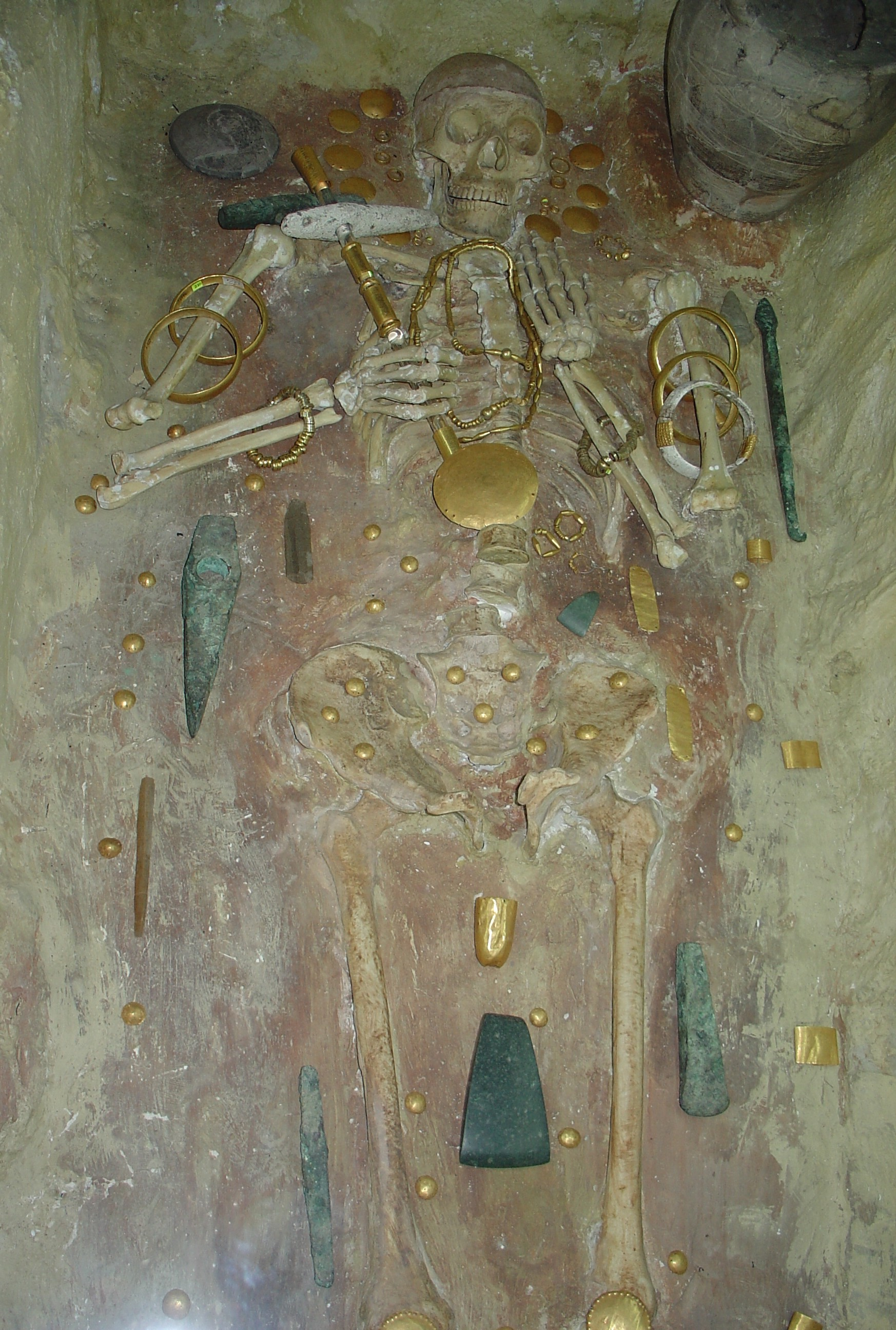
Tombe 43 - la plus riche de la nécropole de Varna

## Organisation sociale
La découverte du cimetière de Varna en 1972 a permis de montrer que la société était très hiérarchisée au moins dans certaines régions. Quelques individus étaient en mesure de concentrer des richesses très variées, notamment des objets en or et en cuivre. La présence d'un sceptre-hache dans la tombe la plus riche suggère que l'individu inhumé était un chef important.
La fréquence des cénotaphes dans ce même cimetière, et la proximité de la mer ont conduit certains chercheurs à émettre l'hypothèse que les défunts étaient morts loin de chez eux et que leur corps n'avaient pas pu être récupéré.
Toutefois, l'organisation sociale globale de la société reste encore mal comprise. Les tombes très riches sont limitées au seul cimetière de Varna, même si des tombes riches sont présentes dans d'autres cimetières de la même région. Dans l'habitat, il n'y a pas la moindre trace de maisons pouvant être interprétées comme celles de chefs.
D'autre part, en dehors de la zone côtière au nord de la Bulgarie et au sud de la Roumanie, il n'y a pas d'indice de hiérarchisation puisque les pratiques funéraires n'ont laissées aucune trace. Le seul argument suggérant une hiérarchisation importante de la société sur l'ensemble du territoire est le développement important des différentes activités artisanales dans toutes les régions pour des productions dont la diffusion était très probablement inégale au sein de la population (par exemple gros outils en cuivre, très longues lames de silex, etc.).

## Relations avec les régions voisines
La culture de Gumelnița-Kodjadermen-Karanovo est assez repliée sur elle-même. La quasi-totalité de la culture matérielle, y compris les productions artisanales les plus spectaculaires sont réalisées dans des matériaux des régions occupées par cette culture (cuivre, or) ou des régions immédiatement voisines (coquillages de l’Égée, cuivre de Serbie). 
Les haches en jadéite venue du sud-ouest des Alpes constituent à ce titre une des principales exceptions. La présence d'une petite lamelle d'obsidienne dont l'origine n'a pas encore été déterminée témoigne aussi d'échanges plus lointains.
Inversement, les productions très spécifiques de cette culture ne se retrouvent qu'exceptionnellement au-delà de ses limites géographiques. Il n'y a aucun indice d'une influence des autres régions. 
La culture de Vinča, en partie contemporaine, qui se développe dans le centre-nord des Balkans semble très largement indépendante.
L'influence de cette culture sur les cultures suivantes est également marginale ; ainsi, dès la fin du Ve millénaire av. J.-C., les productions artisanales spectaculaires s'effondrent, la métallurgie du cuivre se limite alors à des petits objets, il n'y a quasiment plus aucun objet en or.